# Championnat de Belgique masculin de handball D3 1981-1982
Navigation
Division 3 1980-1981 Division 3 1982-1983
La saison 1981-1982 du Championnat de Belgique de handball fut la ? de la plus haute division belge de handball. 

## Participants
| - Sporting Kraainem'72 - HC La Fraternité Verviers - HC Eynatten - HC 200 Ans - SCA Montegnée - ACS Woluwe - Amicale HC Schaerbeek - SL Huy - Université de Liège |  | - HC Herstal II - EHC Kain - Crossing Ambiorix Schaerbeek - Amicale Vicé - Renaissance Montegnée |

## Classement final
| Rang   | Équipe                       |
| ------ | ---------------------------- |
| 1er    | Sporting Kraainem'72         |
| 2e     | HC Eynatten                  |
| 3e     | Renaissance Montegnée        |
| 4e     | Amicale Schaerbeek           |
| 5e     | SCA Montegnée                |
| 6e     | HC Herstal II                |
| 7e     | SL Huy                       |
| 8e     | HC La Fraternité Verviers    |
| 9e/10e | JS Ans                       |
| 10e/9e | Université de Liège          |
| 11e    | Amicale Visé                 |
| 12e    | ACS Woluwé                   |
| 13e    | EHC Kain                     |
| 14e    | Crossing Ambiorix Schaerbeek |

|  | Champion de Belgique de D3 |
|  | Relégués                   |